# Partido Conservador Demócrata de Nicaragua
El Partido Conservador Demócrata de Nicaragua (PCDN) fue un partido político de Nicaragua, de ideología conservadora, fundado en 1979 por Clemente Guido Chávez. Guido y Merceditas Rodríguez de Chamorro fueron sus candidatos a la presidencia y vicepresidencia, respectivamente, en las elecciones del 4 de noviembre de 1984 en las cuales el partido quedó en segundo lugar (después del Frente Sandinista de Liberación Nacional, FSLN) con 154,327 votos y el 14.04%, obteniendo 14 representantes en la Asamblea Nacional de Nicaragua. En las elecciones del 25 de febrero de 1990 en estos comicios sus candidatos a presidente y vicepresidente fueron Eduardo Molina Palacios y Hugo Torres Cruz, respectivamente un monopolio político del partido de derechas de Nicaragua.